# 陳俊裕
陳俊裕（英語：Chan Chun-yue，1992年—），香港民主派人士，前香港黃大仙區議會龍上選區議員。

## 政治生涯
2019年11月24日，陳俊裕首度參與區議會選舉，在龍上選區以4,460票，擊敗僅得3,581票，尋求連任的工聯會林文輝，成功當選。